# Christopher Voss
 (mai 2023).
La mise en forme du texte ne suit pas les recommandations de Wikipédia : il faut le « wikifier ».
Les points d'amélioration suivants sont les cas les plus fréquents. Le détail des points à revoir est peut-être précisé sur la page de discussion.
- Les titres sont pré-formatés par le logiciel. Ils ne sont ni en capitales, ni en gras.
- Le texte ne doit pas être écrit en capitales (les noms de famille non plus), ni en gras, ni en italique, ni en « petit »…
- Le gras n'est utilisé que pour surligner le titre de l'article dans l'introduction, une seule fois.
- L'italique est rarement utilisé : mots en langue étrangère, titres d'œuvres, noms de bateaux, etc.
- Les citations ne sont pas en italique mais en corps de texte normal. Elles sont entourées par des guillemets français : « et ».
- Les listes à puces sont à éviter, des paragraphes rédigés étant largement préférés. Les tableaux sont à réserver à la présentation de données structurées (résultats, etc.).
- Les appels de note de bas de page (petits chiffres en exposant, introduits par l'outil «  Source ») sont à placer entre la fin de phrase et le point final[comme ça].
- Les liens internes (vers d'autres articles de Wikipédia) sont à choisir avec parcimonie. Créez des liens vers des articles approfondissant le sujet. Les termes génériques sans rapport avec le sujet sont à éviter, ainsi que les répétitions de liens vers un même terme.
- Les liens externes sont à placer uniquement dans une section « Liens externes », à la fin de l'article. Ces liens sont à choisir avec parcimonie suivant les règles définies. Si un lien sert de source à l'article, son insertion dans le texte est à faire par les notes de bas de page.
- La présentation des références doit suivre les conventions bibliographiques. Il est recommandé d'utiliser les modèles {{Ouvrage}}, {{Chapitre}}, {{Article}}, {{Lien web}} et/ou {{Bibliographie}}. Le mode d'édition visuel peut mettre en forme automatiquement les références.
- Insérer une infobox (cadre d'informations à droite) n'est pas obligatoire pour parachever la mise en page.

Pour une aide détaillée, merci de consulter Aide:Wikification.
Si vous pensez que ces points ont été résolus, vous pouvez retirer ce bandeau et améliorer la mise en forme d'un autre article.
Christopher Voss est un homme d'affaires, auteur et universitaire américain. C'est un ancien négociateur d'otages du FBI[réf. nécessaire], le PDG de The Black Swan Group Ltd, une société enregistrée à East Grinstead, en Angleterre, et co-auteur du livre Ne coupez jamais la poire en deux. Il est professeur adjoint à la Harvard Law School, à la McDonough School of Business de l'Université de Georgetown et chargé de cours à la Marshall School of Business de l'Université de Californie du Sud[réf. nécessaire].

## Première vie et éducation
Christopher Voss est né à Mt. Pleasant, Iowa. Il a obtenu un baccalauréat scientifique à l'Iowa State University et une maîtrise en administration publique de la Harvard Kennedy School[réf. nécessaire],,.

## Carrière
Voss a été membre du New York City Joint Terrorism Task Force de 1986 à 2000[réf. nécessaire]. Il a été impliqué dans la surveillance du complot à la bombe historique de New York après avoir passé trois ans à enquêter sur l'attentat à la bombe du World Trade Center en 1993, l'un des 500 agents impliqués dans la tâche,. Il était le "co-agent de l'affaire" lors de l'enquête sur l'explosion du vol 800 de la TWA en 1996.
En 1992, il a suivi une formation en négociation d'otages à l'Académie du FBI. Il a passé 24 ans à travailler dans l'unité de négociation de crise du FBI et a été le principal négociateur international du FBI en matière d'otages et d'enlèvements de 2003 à 2007,,,.
En 2006, il a été le négociateur en chef de l'affaire Jill Carroll en Irak ainsi que de l'affaire Steve Centanni dans la bande de Gaza,. Voss a supervisé d'autres cas d'otages aux Philippines, en Colombie et à Haïti,,.
Après avoir travaillé sur plus de 150 cas d'otages internationaux, il a pris sa retraite du FBI en 2007 et a fondé The Black Swan Group,,. The Black Swan Group sert de consultant et de formateur pour les entreprises et les particuliers sur les techniques de négociation. Il est devenu professeur adjoint à la McDonough School of Business de l'Université de Georgetown et chargé de cours à l'USC Marshall School of Business[réf. nécessaire],,.
En 2016, il a co-écrit le livre Ne coupez jamais la poire en deux, avec le journaliste Tahl Raz.
Voss a reçu le prix du procureur général pour l'excellence dans l'application de la loi ainsi que le prix de l'association des agents du FBI pour un service distingué et exemplaire.
Voss est un commentateur régulier sur CNBC, CNN, MSNBC, Fox News et NPR,. Il a également été présenté dans Forbes, The New York Times, Inc ., Variety et Time,.
En 2019, il a créé et narré une MasterClass, L'art de la négociation.

## Livres
- Christopher Voss, Tahl Raz (trad. David Rochefort), Ne coupez jamais la poire en deux [« Never Split the Difference: Negotiating As If Your Life Depended On It »], Belfond, coll. « L'Esprit d'Ouverture », 2018, 274 p.[23]